# Nasutowo (przystanek kolejowy)
Nasutowo – zlikwidowany przystanek kolei wąskotorowej (Białogardzka Kolej Dojazdowa) w Nasutowie, w województwie zachodniopomorskim, w Polsce.